# Josephine Jacob
Josephine Jacob (* 30. September 1981 in Starnberg, Bayern) ist eine deutsche Schauspielerin.

## Leben
Josephine Jacob ist die Tochter der Schauspielerin Katerina Jacob und des Regisseurs Oswald Döpke und die Enkelin der Schauspielerin Ellen Schwiers. Sie besuchte die Film Academy in New York sowie Mastery Workshops in Vancouver, wo sie von Ty Olsson und Linda Darfow ausgebildet wurde und Stimmtraining bei Trish Allen erhielt.
Seit 1998 spielte sie einige Rollen in deutschen Fernsehproduktionen und in Filmen, so beispielsweise 2001 in der Filmkomödie Mädchen Mädchen!, wo sie neben Diana Amft, Felicitas Woll und Karoline Herfurth eines der Mädchen spielte. Im selben Jahr war sie in der romantischen Actionkomödie Schmerzlich willkommen in der Hauptrolle der Ariane Schlagzu zu sehen.
Eine Nebenrolle als Pretty Girl war 2002 ihr erstes Engagement in Hollywood in dem Action-Kriminalfilm Ballistic, in dem Antonio Banderas und Lucy Liu die Hauptrollen innehatten. In der US-amerikanischen Fernsehserie The L Word – Wenn Frauen Frauen lieben spielte sie 2005 in einer Episode mit. 2007 war sie Gast der NDR-Talkshow Herman & Tietjen. Unter der Regie ihrer Großmutter Ellen Schwiers spielte Jacob beim Burgfest im Theater in Jagsthausen in den Stücken Der Ritter von Mirakel und Der Widerspenstigen Zähmung jeweils eine Nebenrolle.
Jacob ist mit dem kanadischen Schauspieler Roger Cross, bekannt aus der US-amerikanischen Fernsehserie 24, liiert und hat mit ihm zwei Söhne.

## Filmografie (Auswahl)
- 1998: Ein Fleisch und Blut (Fernsehfilm)
- 1999: Schloßhotel Orth (Fernsehserie, Folge Leidenschaften)
- 2000: Rausch (Kurzfilm)
- 2001: Café Meineid (Fernsehserie, Folge Kinder)
- 2001: Mädchen, Mädchen
- 2001: Schmerzlich willkommen (Fernsehserie)
- 2002: Ballistic (Ballistic: Ecks vs. Sever)
- 2002: Der Bulle von Tölz: Tod nach der Disco (Fernsehserie)
- 2002: Morgenstund (Kurzfilm)
- 2003: Die Stimmen (Fernsehfilm)
- 2003: Today (Kurzfilm)
- 2004: Lucky Stars
- 2005: The L Word – Wenn Frauen Frauen lieben (The L Word, Fernsehserie, Folge Labyrinth)
- 2010–2011: Geschichten aus den Bergen (Fernsehfilmreihe, 2 Folgen)
- 2010: Klovn  (Klovn: The Movie)
- 2024: Tatort: Fährmann

## Theater (Auswahl)
- Theater in Jagsthausen (Burgfest)
  - Der Widerspenstigen Zähmung
  - Der Ritter von Mirakel